# Глебов, Фёдор Богданович
Фёдор Богданович Глебов — дворянин московский, стольник и воевода.

## Биография
Из дворян; сын ясельничего Поликарпа (Богдана) Матвеевича. Начал службу патриаршим стольником, а 15 августа 1626 года пожалован в царские стольники.
В декабре 1630 года был рындой при приеме голландских послов, а в январе 1631 года — при приеме английского посла. При этом бывший также рындой родственник его Данило Семенович Яковлев бил на него челом в отечестве, потому что он, Яковлев, по родству своему больше Глебова. В ответ на это челобитье Глебов бил на Яковлева челом о бесчестье, а отец его Богдан Матвеевич бил челом, чтобы государь велел Яковлева «в местех мешать» с его сыном, потому что они по родству равны. Государь по челобитью Глебова велел племянника его Данила с сыном его Фёдором мешать и учинить их местниками.
В качестве стольника Фёдор Богданович Глебов исполнял и разные другие придворные службы. В 1642 году он был полковым воеводой на Крапивне с князем П. Г. Ромодановским по случаю прихода крымских людей.
30 ноября 1645 года, в звании дворянина московского, назначен быть при посольстве Василия Ивановича Стрешнева, посланного к польскому королю Владиславу IV для подкрепления вечного мира.
В 1652 году Глебов был послан на поиск серебряной руды и для иных сыскных дел в 5 городов, а в 1654 году отправлен с боярином Василием Васильевичем Бутурлиным в Черкасы (Малороссию); Бутурлин посылал его в разные города приводить черкас к присяге. За эту службу ему 20 апреля 1654 году пожалована была придача в 150 четей, 25 рублей.
В 1654—1655 гг. он находился в походах под Смоленск и под Вильну в государеве полку, а в октябре 1655 года Ф. Глебов был назначен вторым воеводой в Могилёв (наказ дан 1 ноября), причем ему были даны во владение 50 крестьянских детей в Могилевском уезде на все время, пока будет находиться на службе в Могилеве. В 1660—1662 (169—170) гг. он находился в свите царицы Марии Ильиничны.
В 1629 году оклад Фёдора Богдановича Глебова составлял 600 четей, 30 рублей. В 1653 году за ним было 180 крестьянских дворов в разных уездах и 3 двора в его подмосковной; на службу он являлся на мерине, «в бохтерце з зарукавьи», в шапке ерихонке, с карабином оправным, за ним 3 коня простых, с парой пистолей оправных на каждом, и 9 человек с карабинами и саадаками, на конях.